# Campionat d'escacs de Veneçuela
El Campionat d'Escacs de Veneçuela és una competició d'escacs organitzada des del 1891 per determinar el campió nacional de Veneçuela.

## Quadre d'honor masculí
| Any       | Campió                                                           |
| --------- | ---------------------------------------------------------------- |
| 1891–1906 | Rafael Ruíz, Campió Nacional oficiós                             |
| 1907–1936 | Carlos Perret Gentil, Campió Nacional oficiós                    |
| 1938–1950 | Sady Loynaz Páez, Primer Campió Nacional Federat                 |
| 1951      | Gerardo Budowski (Campió Absolut) Julio García (Campió Nacional) |
| 1952-53   | Eduardo Ortega                                                   |
| 1954      | Andrés Sadde                                                     |
| 1955      | Antonio Medina                                                   |
| 1956      | Antonio Medina                                                   |
| 1957      | Sense Campionat                                                  |
| 1958      | Antonio Medina                                                   |
| 1959      | Sense Campionat                                                  |
| 1960      | Salvador Díaz                                                    |
| 1961      | (Napoleón) Alberto Caro                                          |
| 1962      | Manuel Belmonte                                                  |
| 1963      | (Napoleón) Alberto Caro                                          |
| 1964      | Laszlo Tapaszto                                                  |
| 1965      | Wasil Letchinsky                                                 |
| 1966      | Laszlo Tapaszto                                                  |
| 1967      | Juan Robles                                                      |
| 1968      | (Napoleón) Alberto Caro                                          |
| 1969      | Geber Villarroel                                                 |
| 1970      | Anibal Gamboa                                                    |
| 1971      | Laszlo Tapaszto                                                  |
| 1972      | (Napoleón) Alberto Caro                                          |
| 1973      | (Napoleón) Alberto Caro                                          |
| 1974      | Julio Ostos                                                      |
| 1975      | Francisco Carreras                                               |
| 1976      | Antonio Palacios                                                 |
| 1977      | Jorge Cuellar                                                    |
| 1978      | Salvador Díaz                                                    |
| 1979      | Rodrigo Fontecilla, Rafael Escalante                             |
| 1980      | Julio Ostos                                                      |
| 1981      | Sense Campionat                                                  |
| 1982      | Sense Campionat                                                  |
| 1983      | Laszlo Tapaszto                                                  |
| 1984      | José Luis Guerra                                                 |
| 1985      | Julio Ostos                                                      |
| 1986      | Sense Campionat                                                  |
| 1987      | Julio Ostos                                                      |
| 1988      | Hernando Guzmán                                                  |
| 1989      | Informació no disponible                                         |
| 1990      | Laszlo Tapaszto                                                  |
| 1991      | Noel Navas                                                       |
| 1992      | Sense Campionat                                                  |
| 1993      | Sense Campionat                                                  |
| 1994      | Juan Rohl                                                        |
| 1995      | Laszlo Tapaszto                                                  |
| 1996      | Alexander Hernández                                              |
| 1997      | Oliver Soto                                                      |
| 1998      | Johann Álvarez                                                   |
| 1999      | Juan Rohl                                                        |
| 2000      | Julio Ostos                                                      |
| 2001      | Johann Álvarez                                                   |
| 2002      | Sense Campionat                                                  |
| 2003      | Sense Campionat                                                  |
| 2004      | Sense Campionat                                                  |
| 2005      | Eduardo Iturrizaga                                               |
| 2006      | Eduardo Iturrizaga                                               |
| 2007      | Eduardo Iturrizaga                                               |
| 2008      | Eduardo Iturrizaga                                               |
| 2009      | Johann Álvarez                                                   |
| 2010      | Pedro Martínez                                                   |
| 2011      | Felix José Ynojosa                                               |
| 2012      | Felix José Ynojosa                                               |
| 2013      | Felix José Ynojosa                                               |
| 2014[2]   | Felix José Ynojosa                                               |
| 2015[3]   | José Rafael Gascón                                               |
| 2016      | Jaime Romero Barreto                                             |
| 2017      | Reivis Gabriel Brizuela Abreu                                    |
| 2018      | Johann Alvarez Oscar Zavarce Franklin Palomo                     |
| 2020      | Franklin Palomo                                                  |
| 2021-2022 | Kevin Sanchez Alvarez                                            |
| 2023-2024 | Felix Ynojosa Aponte                                             |

## Quadre d'honor femení
| Any       | Campiona                          |
| --------- | --------------------------------- |
| 1978      | Maria Edelmira Garcia La Rosa     |
| 1979      | Layde Cacique de De Francisco     |
| 1980      | Carolina Delgado                  |
| 1981      | Maglene Sierraalta de Matos       |
| 1982      | Sense Campionat                   |
| 1983      | Maria Edelmira Garcia La Rosa     |
| 1984      | Luz Estela Niño                   |
| 1985      | Amelia Hernandez                  |
| 1986      | Amelia Hernandez                  |
| 1987      | Luisana Mujica                    |
| 1988      | Maria Edelmira Garcia La Rosa     |
| 1989      | Sense Campionat                   |
| 1990      | Sense Campionat                   |
| 1991      | Sense Campionat                   |
| 1992      | Amelia Hernandez                  |
| 1993      | Sense Campionat                   |
| 1994      | Amelia Hernandez                  |
| 1995      | Aleidi Martinez - Tibaire de Pool |
| 1996      | Tibaire de Pool                   |
| 1997      | Maria Ubaldo                      |
| 1998      | Sarai Sanchez                     |
| 1999      | Sarai Sanchez                     |
| 2000      | Aleidi Martinez                   |
| 2001      | Maria Carolina Blanco             |
| 2002      | Sense Campionat                   |
| 2003      | Aliris Sanchez                    |
| 2004      | Sense Campionat                   |
| 2005      | Irene Han                         |
| 2006      | Maria Ubaldo Suarez               |
| 2007      | Maria Ubaldo Suarez               |
| 2008      | Leonela Gutierrez                 |
| 2009      | Sarai Sanchez                     |
| 2010      | Tilsia Varela                     |
| 2011      | Jorcerys Montilla                 |
| 2012      |                                   |
| 2013      | Tairu Rovira Contreras            |
| 2014      | Tairu Rovira Contreras            |
| 2015      | Jorcerys Montilla                 |
| 2016      |                                   |
| 2017      |                                   |
| 2018      | Amelia Hernandez                  |
| 2019-2020 | Tairu Rovira Contreras            |
| 2021-2022 | Clara Pena Gonzalez               |
| 2023-2024 | Tairú Rovira Contreras            |

## Campions d'escacs per correspondència
1. Alberto Barreras Garcia (2003-2007) [4]
2. Cesar Reyes Maldonado (2013-2014) [5]
3. Jesus Verenzuela (2014) [6]
4. Marcos Galue (2015) [7]
5. Carlos Gurrero Morales (2016-2017) [8]
6. Cesar Reyes Maldonado, Jonathan Ramirez, Anthonny Cubides (2017) [9]
7. Roberto Sayas (2018) [10]
8. Gerardo Isea Fernandez (2019-2020) [11]
9. Meiro Gonzalez Gil (2020-2021) [12]

## Quadre d'honor femení
| Any     | Campiona            |
| ------- | ------------------- |
| 2014[2] | Tairú Manuel Rovira |
| 2015[3] | Jorcerys Montilla   |